# Saint-Prix (Dolina Oise)
Saint-Prix – miejscowość i gmina we Francji, w regionie Île-de-France, w departamencie Dolina Oise.
Według danych na rok 2010 gminę zamieszkiwało 7 308 osób, a gęstość zaludnienia wynosiła 922 osoby/km².